# سيس (مقاطعة دهغلان)
سيس (بالإنجليزية: Sis, Kurdistan)‏ هي منطقة سكنية تقع في كردستان في إيران. يقدر عدد سكانها بـ 1,463 نسمة .